# 拉塔纳旺·瓦玛伦
拉塔纳旺·瓦玛伦（Rattanawan Wamalun，1995年7月15日—），生于安纳乍伦，泰国女子举重运动员，2018年亚洲运动会女子63公斤级铜牌得主、2022年世界举重锦标赛女子64公斤级银牌得主。